# Albus Brumbál
Albus Percival Wulfric Brian Brumbál (anglicky: Albus Percival Wulfric Brian Dumbledore; srpen 1881– 30. června 1997) je literární postava z románů o Harrym Potterovi spisovatelky Joanne K. Rowlingové.
Je považován za nejmocnějšího kouzelníka 20. století. Narodil se v roce 1881. Již ve škole vynikal neobyčejnými magickými schopnostmi. Později v Bradavicích začal vyučovat přeměňování, a po odchodu Armanda Dippeta se stává ředitelem. Ve filmovém zpracování ho hráli Richard Harris a po Harrisově smrti od třetího dílu série Michael Gambon.
Jméno Albus znamená v latině bílý, slovo dumbledore je archaický výraz pro čmeláka (stejně tak i starší české brumbál). I ostatní Brumbálova jména jsou symbolická, Percival je v legendě o svatém grálu statečný rytíř, který nakonec grál najde, Wulfric znamená „vládce nad vlky“, Brian v irštině znamená „vznešený“, rovněž jde o jméno hrdiny z irské mytologie.

## Životopis
Albus Brumbál byl nejstarším synem Kendry a Percivala Brumbálových. Měl mladšího bratra Aberforta a sestru Arianu. Během studia v Bradavicích byl velmi nadaným studentem, podle slov Griseldy Marchbanksové uměl s hůlkou věci, které v životě neviděla. Po smrti Albusovy matky se stal nejstarším členem rodiny a musel se starat o rodinu, což mu zhatilo plány na cesty. Krátce nato se seznámil s dalším nadaným mladým kouzelníkem Gellertem Grindelwaldem, do kterého se zamiloval a se kterým chtěli pomocí relikvií smrti získat nadvládu nad světem. Jeho bratr Aberforth mu vyčítal jeho touhu po slávě a že se nestará o nemocnou sestru. Jednou se Albus, Aberforth a Grindelwald v sestřině přítomnosti pohádali, začali bojovat a jeden z nich zabil Arianu. Grindelwald utekl. Od té doby se Brumbál začal vyhýbat moci, protože se bál, že by ji mohl zneužít a vyčítal si Arianinu smrt.
V kouzelnickém světe se proslavil především porážkou Grindelwalda v roce 1945. Souboji s ním se dlouhou dobu po zkušenostech z mládí vyhýbal, i když věděl, že k němu nakonec dojde. Souboj mezi Grindelwaldem a Brumbálem je označován za vůbec největší kouzelnický střet v historii. Proslavil se také spolu se svým přítelem Nicolasem Flamelem objevem dvanácti způsobů využití dračí krve, a alchymistickými pracemi. Byl mu udělen Merlinův řád první třídy, byl Nejvyšším divotvorcem Starostolce a Nejhlavnějším hlavounem Mezinárodního sdružení kouzelníků.
V temné době vlády černokněžníka lorda Voldemorta založil Fénixův řád, sdružující ty, kdo se Voldemortovi odhodlali postavit.
Po pádu lorda Voldemorta a vraždě Jamese a Lily Potterových svěřil jejich syna Harryho do péče rodině Lilyiny sestry Petunie kvůli rodinnému poutu, které mu dá největší ochranu, jakou může dostat (Harryho matka se pro něj obětovala). Věděl, že se u Dursleyových nebude mít nejlépe, ale ochranu před silami lorda Voldemorta Harry potřeboval více.
O Harryho schopnostech se přesvědčil, když chlapec nastoupil do Bradavic a hned v prvním ročníku zabránil profesoru Quirellovi, aby pomohl získat Voldemortovi nové tělo. Vzestupu Voldemorta zabránil Harry znovu ve druhém ročníku, ale ten stejně znovu získal moc o dva roky později.
Brumbál tehdy znovu obnovil Fénixův řád a o rok později se s lordem Voldemortem utkal na půdě ministerstva kouzel. Brumbál a Lord Voldemort byli nejmocnějšími kouzelníky světa, a tak nevyhrál ani jeden, ale Voldemort byl nucen uprchnout. Střet s Voldemortem však Brumbálem otřásl. V té době se však už dávno dovtípil, jak mohl Voldemort přežít smrtící kletbu, neboť už dřív horlivě pátral po jeho minulosti. Po získání vzpomínek několika osob se jeho domněnky potvrdily. Klíčová pak byla zejména vzpomínka jeho přítele Horacia Křiklana, který Voldemortovi ještě v jeho školních letech řekl o viteálech (horcruxech), což jsou předměty nejtemnější magie, do kterých může čaroděj pomocí vraždy a zaklínadla ukrýt část své rozervané duše a zajistit si tak nesmrtelnost. Brumbál tedy za zády nejen Voldemorta, ale i všech ostatních lidí odhalil, že Voldemort nebyl kletbou Avada kedavra zabit proto, že si vytvořil ne jeden viteál, ale dokonce šest, svou duši tedy rozerval na sedm částí. Brumbálovi došlo, že jeden viteál už byl zničen Harrym Potterem, totiž Voldemortův deník, díky němuž byla otevřena ve druhém roce Harryho studií Tajemná komnata.
Albusovi se podařilo díky vzpomínkám lidí najít i druhý viteál, prsten Rojvola Gaunta, Voldemortova děda, kterému ho Raddle ukradl. Při jeho objevení ale Brumbál zjistil, že je zaklet strašnou kletbou, když neodolal pokušení prsten nasadit (správně se domníval, že kámen v prsteni umí oživit mrtvé). Byl kletbou zasažen a musel zavolat Severuse Snapea - ten sice kletbu poté uvěznil do Brumbálovy ruky, ale ta už zůstala navždy odumřelá. Brumbál poté začal usilovně pátrat po zbývajících čtyřech viteálech, aby je zničil. Celé toto tajemství odkryl Harrymu, aby mohl s pátráním pokračovat po jeho smrti. Když Brumbál zjistil, že další viteál se pravděpodobně skrývá v jeskyni, kde Voldemort jako chlapec kdysi týral dvě děti ze sirotčince, vydal se tam i s Harrym. Skrýš viteálu skutečně našli uprostřed temného jezera, ale Brumbál kvůli získání viteálu vypil neznámý lektvar, který ho připravil téměř o všechnu sílu. Díky Harrymu se jim však podařilo přemístit se zpět do Bradavic, nad kterými však viděli Znamení zla, a tak se do hradu ihned vydali. Zjistili, že škola byla napadena Smrtijedy: na astronomické věži byl Albus Brumbál odzbrojen Draco Malfoyem a poté zabit kletbou Avada kedavra vyslanou Severusem Snapem. Jako první ředitel Bradavic v historii byl pohřben na půdě školy, v bílé hrobce u jezera.
V posledním dílu vyšlo najevo, že Brumbál byl smrtelně nemocný a svoji vraždu si od Snapea vyžádal, aby zachránil Draca Malfoye a posílil šance Harryho Pottera na vítězství nad Voldemortem.
V roce 2007 spisovatelka J. K. Rowlingová uvedla, že Brumbál byl homosexuál. Ve svých sedmnácti letech se zamiloval do výše zmiňovaného Gellerta Grindelwalda.

## Rodina

### Aberforth Brumbál
Aberforth Brumbál je mladší bratr Albuse Brumbála a prý ten méně nadaný z nich. Albus prohlásil, že si není jistý, jestli umí Aberforth číst. Žil vždy v pozadí za Albusem a když zemřela jejich matka, staral se o jejich sestru Arianu. Kvůli péči o ni se pohádal s Albusem a jeho přítelem Gellertem Grindelwaldem, při souboji nešťastnou náhodou Ariana zemřela (nejspíše rukou Gellerta). Na Arianině pohřbu se znovu s bratrem pohádal a rozbil mu nos. Má velmi blízký vztah ke kozám, možná proto, že Brumbálovi vlastnili kozí farmu během jeho dětství.
Ve čtvrtém díle Albus říká, že byl Aberforth zatčen za nevhodné pokusy na kozách. Harry Aberfortha poprvé uvidí v pátém díle na fotce původního Fénixova řádu, kterou mu ukázal Alastor Moody. Později ho uvidí při návštěvě hostince Prasečí hlavy v Prasinkách, který Aberforth vlastní, při zakládání Brumbálovy armády, ale nepozná ho. Dříve byl také jen jako hostinský v Prasečí hlavě zmíněn jako zdroj různých informací Albuse Brumbála.
V šestém díle ho Harry vidí spolu s Mundungusem Fletcherem před hospodou. Fletcher mu nabízel nějaké věci, které ukradl na Grimmauldově náměstí 12, které od tohoto dílu patřilo Harrymu. Byl také viděn na pohřbu svého bratra.
Identita hostinského u Prasečí hlavy byla ale odhalena až v sedmém díle. Nejdříve zajistil bezpečnou cestu obnovené Brumbálově armádě v čele s Nevillem Longbottomem z Bradavic před hrůzovládou Alekty a Amycuse Carrowových a Severuse Snapea přes portrét své sestry. Tím jim také dodával jídlo a jiné věci. Poslal také domácího skřítka Dobbyho za Harrym, když ho viděl ve dvousměrném zrcátku v sídle Malfoyových.
Hlavní trojici zachránil před smrtijedy, když se přemístili do Prasinek. Pustil je do Prasečí hlavy a smrtijedy přesvědčoval, že Harryho patron (jelen) byl ve skutečnosti jeho patron (kozel). Během této návštěvy trojici řekne, že už není členem Fénixova řádu, protože věří, že válka proti Voldemortovi je zbytečná. Také jim řekne něco o historii rodiny Brumbálových. Přes Arianin portrét je pustí do Bradavic, pak stejnou cestou umožní evakuaci Bradavic. I přes to, že nevěřil v úspěšnost bitvy, zapojil se do bitvy o Bradavice a naposled je viděn jak bojuje s Rookwoodem. Podle Rowlingové bitvu přežil a je stále v Prasečí hlavě, kde nadále chová kozy.

### Ariana Brumbálová
Ariana Brumbálová byla jedinou dcerou Kendry a Percivala Brumbálových, mladší sestrou Albuse a Aberfortha Brumbálových. Byla o sedm let mladší než Albus a o pět než Aberforth. Poprvé byla zmíněna až v sedmém díle. Její kouzelnické schopnosti byly narušeny, když na ni zaútočili tři mudlovští chlapci, když ji viděli kouzlit. Z knihy není jasné, jak na ni zaútočili, ale její otec byl uvězněn v Azkabanu, když se za svou dceru pomstil.
Kvůli tomuto traumatu se Ariana bála dál používat kouzla. Proto byla svou rodinou držena v izolaci. Starala se o ni hlavně její matka a bratr Aberforth. Ariana ale byla mocná čarodějka (obskuriál) a kouzelnické schopnosti se v ní držely a během stresových situací se staly nekontrolovatelnými a způsobovaly např. silné exploze. Jednou Ariana nešťastnou náhodou zabila svou matku. Její rodina se bála, jak by se kouzelnické společenství zachovalo, kdyby se o tom dozvědělo. Ariana byla zabita pouze několik měsíců po matce, když se snažila zasáhnout do sporu mezi Albusem, Aberforthem a Grindelwaldem. Není jisté, který z těch třech ji zabil (ale nejpravděpodobněji Grindelwald). Kvůli tomu byl Albusův bubák Arianina mrtvola.
Aberforth měl její portrét v poschodí hostince U Prasečí hlavy. Ten sloužil jako tajný tunel mezi bradavickou Komnatou nejvyšší potřeby a Prasečí hlavou během sedmého dílu. Pomocí něho se do školy dostali Harry, Ron a Hermiona a další bojovníci při bitvě o Bradavice a také pomocí něj byly evakuovány Bradavice.

### Kendra Brumbálová
Kendra Brumbálová byla matka Albuse, Aberfortha a Ariany Brumbálových. Po tom, co její dcera onemocněla, se s rodinou přestěhovala do Godrikova dolu, aby nikdo nevěděl o Arianině příhodě. Tam o Arianě téměř nikdo nevěděl, že existuje a Kendra se o ni starala. Při jedné nešťastné příhodě, kdy Ariana neudržela své kouzelnické schopnosti, byla Kendra zabita.
Rita Holoubková Kendru v životopisu Albuse obvinila z toho, že Arianu týrala a že kdyby Kendra nezemřela první, řekla by, že Kendra zabila Arianu, protože nesnesla, že měla v rodině motáka.

### Percival Brumbál
Percival Brumbál byl otec Albuse, Aberfortha a Ariany Brumbálových. Po tom, co jeho dceru napadli tři mudlovští chlapci, když ji viděli kouzlit, se je vydal najít a napadl je. Kvůli tomu byl na doživotí uvězněn v Azkabanu, kde také zemřel. Nikdy neřekl, proč ty mudly napadl, protože nechtěl, aby byla Ariana zavřena u svatého Munga. Rita Holoubková v životopise Albuse Brumbála tvrdila, že Percival mudly napadl, protože je nesnášel.

## Fawkes
Fawkes je fénix Albuse Brumbála a jeho ochránce. Z jeho per vyrobil Ollivander hůlky, které později dostali Harry Potter a Lord Voldemort. Podle Fawkese byl pojmenován Fénixův řád.
Fénixové jsou vyobrazeni ve znaku rodu Brumbálů.
Poprvé Harry spatřil Fawkese ve druhém dílu série, v Brumbálově pracovně. V té době byl Fawkes těsně před svým znovuzrozením. Před Harryho očima shořel, aby se po chvíli znovu zrodil ze svého popela. Když se Harry v témže školním roce dostal do tajemné komnaty, pomohl mu Fawkes tím, že oslepil baziliška svými drápy a donesl Harrymu moudrý klobouk, ve kterém byl meč Godrika Nebelvíra. Nakonec mu svými léčivými slzami vyléčil smrtelnou otravu způsobenou baziliškovým jedem.
V pátém díle pomohl Brumbálovi uniknout ze své pracovny, když ho přišel ministr kouzel zatknout.
V šestém díle po Brumbálově smrti Fawkes zpíval nad bradavickou školou teskné písně, pak odletěl a již nikdy nebyl spatřen.

### Brumbálova hůlka
Brumbál vlastnil více hůlek, ale v knize a filmu má pouze Bezovou hůlku, která je jednou z relikvií smrti a také nejmocnější hůlka v kouzelnickém světě. To je také jeden z důvodů, proč je Brumbál tak mocný. Dále umí Brumbál používat bezhůlkovou magii, takže často kouzlí, aniž by vytahoval hůlku. Hůlku nosí v pravém rukávu, jak je znázorněno ve filmu Harry Potter a Princ dvojí krve.

## Brumbálova armáda
Po Brumbálovi se v potterovských románech jmenuje také Brumbálova armáda, neboli BA. Tajná kouzelnická společnost poprvé zmíněná v knize Harry Potter a Fénixův řád. K založení armády dala popud Hermiona Grangerová, společnost vznikla na obranu proti Dolores Umbridgeové, učitelce obrany proti černé magii. Hlavním cílem Brumbálovy armády bylo zdokonalit studenty v používání obranných kouzel, protože v hodinách jim to nebylo umožněno.
| Ředitel Bradavic           | Ředitel Bradavic        | Ředitel Bradavic                   |
| -------------------------- | ----------------------- | ---------------------------------- |
| Předchůdce: Armando Dippet | Albus Brumbál 1956–1996 | Nástupce: Dolores Jane Umbridgeová |
| Dolores Jane Umbridgeová   | 1996–1997               | Severus Snape                      |

| Profesor obrany proti černé magii v Bradavicích | Profesor obrany proti černé magii v Bradavicích | Profesor obrany proti černé magii v Bradavicích |
| ----------------------------------------------- | ----------------------------------------------- | ----------------------------------------------- |
| Předchůdce: ?                                   | ?–1956 Albus Brumbál                            | Nástupce: ?                                     |

| Ředitel Nebelvíru | Ředitel Nebelvíru    | Ředitel Nebelvíru               |
| ----------------- | -------------------- | ------------------------------- |
| Předchůdce: ?     | ?–1956 Albus Brumbál | Nástupce: Minerva McGonagallová |